# Oxyothespis parva
Oxyothespis parva är en bönsyrseart som beskrevs av Max Beier 1935. Oxyothespis parva ingår i släktet Oxyothespis och familjen Mantidae. Inga underarter finns listade i Catalogue of Life.